# Lac Johnson
Pour les articles homonymes, voir Johnson.
Le lac Johnson (en anglais : Johnson Lake) est un lac américain dans le comté de Madera, en Californie. Il est situé à 2 517 mètres d'altitude au sein de la Yosemite Wilderness, dans le parc national de Yosemite.